# Амосівка (Курська область)
Амосівка (рос. Амосовка) — присілок в Медвенському районі Курської області Російської Федерації.
Населення становить 697 осіб. Входить до складу муніципального утворення Амосівська сільрада.

## Історія
Населений пункт розташований на території українського етнічного та культурного краю Східна Слобожанщина.
Від 2004 року входить до складу муніципального утворення Амосівська сільрада.

## Населення
| 2002 | 2010 |
| ---- | ---- |
| 702  | ↘697 |